# Rhamphomyia zaitsevi
Rhamphomyia zaitsevi är en tvåvingeart som beskrevs av Becker 1915. Rhamphomyia zaitsevi ingår i släktet Rhamphomyia och familjen dansflugor. Inga underarter finns listade i Catalogue of Life.